# Neretva (novine)
Neretva je bosanskohercegovački list tiskan u Mostaru. Bio je službeni list Vlade Hercegovačkog vilajeta.

## Povijest
Prva vijest o pokretanju lista Neretva objavio je službeni list Bosna u broju od 3. siječnja 1876. godine, gdje kaže da u Mostaru bi uređena i tiskara Hercegovačkog vilajeta. U toj tiskari započeo je izlaziti službeni list za Hercegovinu pod imenom Neretva. Za vrijeme ustanka u Hercegovini (1875. – 1878.), ta regija je bila odvojena od Bosanskog vilajeta i po odredbi Visoke Porte učinjena posebnim vilajetom i uređena po istom ustavnom zakonu kao i Bosna.
Prvi broj Neretve tiskan je 19. veljače 1876. godine. Neretva je sadržajem bila slična listu Bosna, a donosila je službene vijesti, zakone i naredbe, službene brzojave, ratne izvještaje i domaće vijesti. Posljednji broj ovog lista tiskan je 16. prosinca 1876. godine. Ukupno je izašlo 38 broja. List je prestao izlaziti zbog toga, što je dokinut Hercegovački vilajet i priključen ponovo Bosanskom vilajetu.

## Vanjske poveznice
- Naslovnice prvih novina: Osmanski period